# Peter Lötscher
Peter Lötscher, född den 4 februari 1941 i Basel i Schweiz, död 24 oktober 2017, var en schweizisk fäktare som tog OS-silver i herrarnas lagtävling i värja i samband med de olympiska fäktningstävlingarna 1972 i München.